# Hershey (Pennsylvanie)
Pour les articles homonymes, voir Hershey.
Hershey est une ville de Pennsylvanie dans le Nord-Est des États-Unis, dans le comté du Dauphin. La commune est située à 23 km à l'est de Harrisburg et fait partie de la zone statistique Harrisburg-Carlisle. Elle comptait en 2020 près de 14 000 habitants.
La ville s'est développée autour d'une usine de confiseries chocolatée construite en 1903 par Milton S. Hershey qui a donné son nom à la ville. Par la présence de cette société,  Hershey's, la ville est surnommée Chocolatetown, USA.

## Transport
Hershey a possédé un tramway à traction électrique de 1904 à 1946 selon la liste des tramways en Amérique du Nord.

## Tourisme

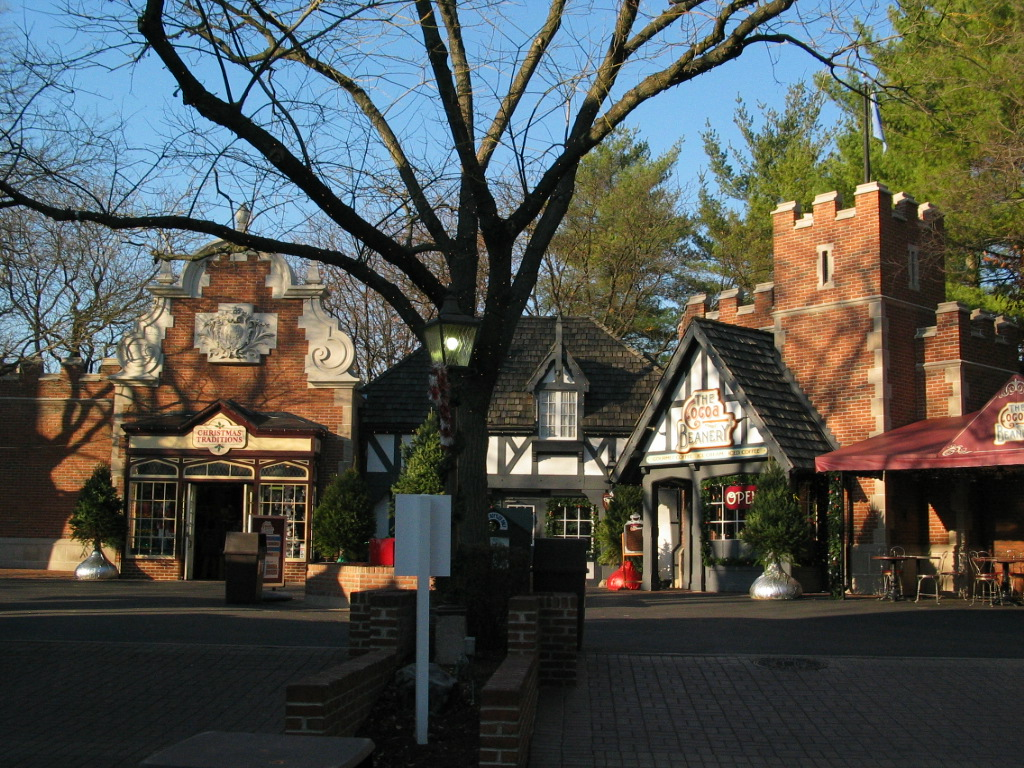
Boutiques de souvenirs au Hershey Park.

Selon la liste des parcs de loisirs des États-Unis, Hershey abrite le Hershey Entertainment Complex (en), le Hershey's Chocolate World (en), et le Hersheypark.

## Sport
- Bears de Hershey, une équipe de hockey sur glace, jouant au GIANT Center (en), un stade construit par la société d'architecture HOK Sport ou au Hersheypark Arena.
- Wildcats de Hershey, une équipe de football français (soccer) où a évolué notamment Jose Gomes-Santana ayant disputé cinq saisons en A-League.
- Tournoi de tennis de Pennsylvanie, un tournoi de tennis féminin, dont certaines manches se disputent à Hershey.

## Personnalités liées à la commune
- Milton S. Hershey (1857-1945), industriel et philanthrope qui créa l'entreprise de confiseries homonyme dans la ville,
- Frank Mathers (1924-2005), un joueur professionnel de hockey sur glace, mort à Hershey,
- Richard D. Winters (1918-2011), officier de l'US Army pendant la Seconde Guerre mondiale et commandant de la Easy Company, a vécu à Hershey et y est mort,
- Christian Pulisic (1998-) joueur international de football (soccer), né à Hershey.
- Mercedes Richards (1955-2016), professeure jamaïcaine d'astronomie et d'astrophysique, morte à Hershey.

## Dans la culture
- Homer Simpson avoue prier pour une ville, Herschey, dans l'épisode 1 de la saison 25 des Simpson.

## Voir également
- IGI Global